# Kedungrejo (Kedungadem)
Kedungrejo is een bestuurslaag in het regentschap Bojonegoro van de provincie Oost-Java, Indonesië. Kedungrejo telt 2903 inwoners (volkstelling 2010).